# Azemiops feae
Espèce
Statut de conservation UICN

 LC  : Préoccupation mineure
Azemiops feae, la Vipère de Fea, est une espèce de serpents de la famille des Viperidae.

## Répartition
Cette espèce se rencontre entre 600 et 1 500 m d'altitude  :
- dans le nord de la Birmanie ;
- dans le Nord du Viêt Nam ;
- en Chine dans le Sud du Shaanxi, au Hubei, au Zhejiang, au Fujian, au Jiangxi, au Hunan, au Guangdong, au Guangxi, au Guizhou, dans l'Ouest du Yunnan, au Sichuan et dans le Sud-Est du Tibet.

## Description
Cette espèce de vipère venimeuse est considérée comme la plus primitive des vipères.
Les mâles atteignent 92,5 cm dont 10 de queue, et les femelles 82 cm dont 8 de queue. Le corps est brun clair à foncé, avec de fines bandes latérales blanches, jaunes ou orange. Ces bandes sont parfois interrompues au niveau du dos. La tête est jaune, aplatie, avec de larges écailles.

## Étymologie
Cette espèce est nommée en l'honneur de Leonardo Fea.

## Publications originales
- Boulenger, 1888 : An account of the Reptilia obtained in Burma, north of Tenasserim, by M. L. Fea, of the Genova Civic Museum. Annali del Museo Civico di Storia Naturale di Genova, sér. 2, vol. 6, p. 593-604 (texte intégral).